# Pererita
Pererita (Pererîta) ist ein Dorf im Rajon Biceni, an der Grenze zu Rumänien, im nordwestlichen Teil der Republik Moldau. Südlich von Pererita befindet sich der Mäander von Pererita, ein geschütztes Gebiet in der Kategorie der Naturdenkmäler geologischer oder paläontologischer Art. Der Prut verläuft hier in einer Omega-Form.
In der Zwischenkriegszeit war die Stadt Teil des rumänischen Kreises Hotin. Die Volkszählung von 1930 verzeichnete 2.049 Personen, davon 1.998 Rumänen, 30 Russen und 21 Juden.

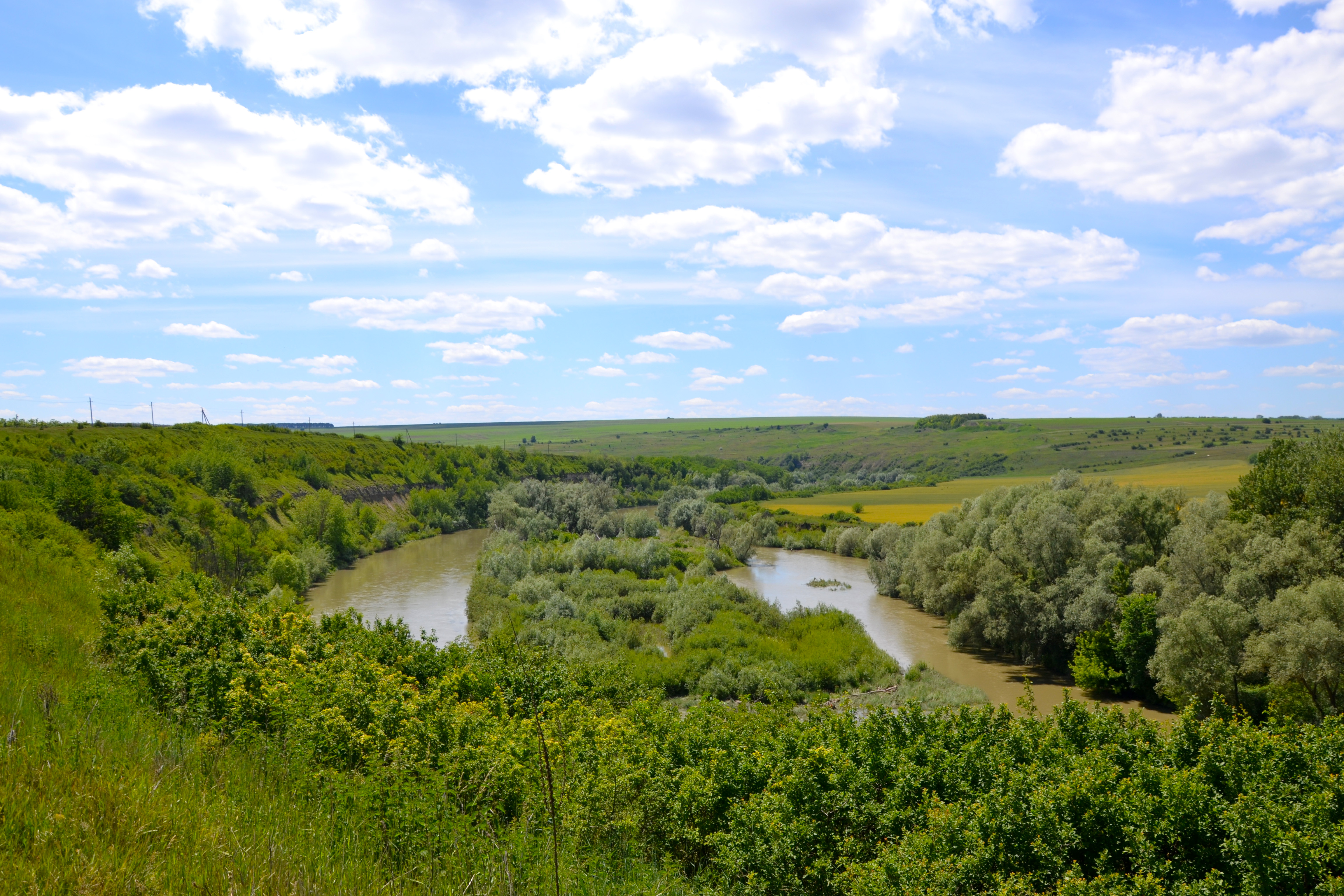
Mäander bei Pererita

## Persönlichkeiten
- Grigore Vieru (1935–2009), Dichter
- Dumitru Blajinu (1934–2015), Violinist, Komponist und Dirigent